# Pergalumna dodsoni
Pergalumna dodsoni är en kvalsterart som beskrevs av Nevin 1979. Pergalumna dodsoni ingår i släktet Pergalumna och familjen Galumnidae. Inga underarter finns listade i Catalogue of Life.